# Skrattabborrtjärnen (Skorpeds socken, Ångermanland)
Skrattabborrtjärnen är en sjö i Örnsköldsviks kommun i Ångermanland och ingår i Ångermanälvens huvudavrinningsområde.